# Злешин
Злешин (пол. Zleszyn) — село в Польщі, у гміні Бедльно Кутновського повіту Лодзинського воєводства.
Населення — 128 осіб (2011).
У 1975-1998 роках село належало до Плоцького воєводства.

## Демографія
Демографічна структура станом на 31 березня 2011 року:
|          | Загалом | Допрацездатний вік | Працездатний вік | Постпрацездатний вік |
| -------- | ------- | ------------------ | ---------------- | -------------------- |
| Чоловіки | 60      | 8                  | 42               | 10                   |
| Жінки    | 68      | 8                  | 41               | 19                   |
| Разом    | 128     | 16                 | 83               | 29                   |